# Antonio Carrilero
Antonio Carrilero Ortiz (La Roda (Albacete), 1936 - La Roda., 5 de mayo de 2020) fue un pintor español, especialista en paisajes manchegos.

## Biografía
Inició sus estudios primarios en la escuela pública de La Roda donde empezó a gestar su vocación hacia la pintura y el dibujo. A la temprana edad de doce años tuvo que abandonar su educación para trabajar junto a su padre en una pequeña fábrica de sillas. A los diecinueve años visitó el Museo del Prado y en su tiempo libre empezó a realizar copias de reproducciones de cuadros famosos, alternándolo con su trabajo en la fábrica. 
En los años 60 conoce al que va a ser su maestro en el ámbito artístico, Benjamín Palencia, pintor español y fundador de la Escuela de Vallecas junto al escultor Alberto Sánchez Pérez. En 1966, Carrilero ya gana el primer premio de pintura de su ciudad natal. 
A partir de los años 70, apoyado por Benjamín, decide dedicarse de manera profesional a la pintura. Comienza su andadura pintando junto a éste en Villafranca de la Sierra y en Polop de la Marina creando entre ambos una gran amistad, tanto, que hablamos de Carrilero como discípulo del pintor Benjamín Palencia. 
Antonio Carrilero nunca ha abandonado La Mancha. En sus obras muestra los viñedos que rodean La Roda (Albacete), los almendros en flor, las amapolas, los lirios, el color que deja la luz en los paisajes manchegos y demás aspectos propios de su pueblo natal. Como bien señala: "La magia de La Mancha consiste en que no hay que inventársela, porque es una línea horizontal en la lejanía, donde la luz es distinta en cada momento. El horizonte de La Mancha nunca tiene la misma luz y por eso tienes que inventarte el color". Jorge Cela, en su libro Carrilero, paisajes, bodegones, retratos dice que Antonio nació con el color en los ojos. 
También se considera un pintor de retratos y bodegones. Su primera obra fue realizada en el año 1953 teniendo como modelo a su abuela y posteriormente en 1991 retrató a su madre. Su técnica es variada y en sus obras podemos ver dibujos con ceras y lápices de colores. 
En el año 1977 lleva a cabo su primera exposición individual en la Sala Hoyo, Valencia. La exposición concluyó con total éxito, por lo que un año después, se volvió a llevar a cabo otra en la misma sala. A partir de entonces, Carrilero prosiguió con las exposiciones de forma continuada mostrando sus pinturas por casi toda España y fuera de ella como bien se señala en el listado de exposiciones. 
En el año 2015 se crea la Fundación Antonio Carrilero. Está ubicada en la propia casa-taller del artista rodense y en ella podemos encontrar 463 obras. Tanto las obras como el inmueble pasan a ser Patrimonio del pueblo de La Roda de Albacete.

## Exposiciones
- 1977: Sala Hoyo, VALENCIA
- 1980: Sala Hoyo, VALENCIA y Centro Mercantil, ZARAGOZA
- 1981: Caja Provincial Ahorros, GRANADA
- 1982: Sala Hoyo, VALENCIA y Sala Studio, ALBACETE
- 1983: Centro Mercantil, ZARAGOZA y Sala Pablo Serrano, TERUEL
- 1984: Galería Arte Goya-2, VALENCIA; Fundación Gregorio Sánchez, MADRID y Sala Derenzi, CASTELLÓN DE LA PLANA
- 1985: Galería Arte Goya-2, VALENCIA; Galería Bellas Artes, GIJÓN; Galería Berruet, LOGROÑO; Casino Primitivo, ALBACETE y Galería de Arte Echeva, BILBAO
- 1987: Galería Arte Goya-2, VALENCIA; Casino Primitivo, ALBACETE; Galería de Arte Echeva, BILBAO y Galería Zurbarán, CARTAGENA
- 1988: Galerías Subastas, VALENCIA y Galería Duayer, MADRID
- 1989: Galería Duayer, MADRID; Círculo Mercantil, VILLARROBLEDO y Galería Benjamín Palencia, ALBACETE
- 1990: Caja de Ahorros de Albacete, ALBACETE; Galería de Arte WSSEL, CARTAGENA; Sala de Exposiciones del Banco Central, BRUXELLES y Sala de Exposiciones Arco Iris, ALBACETE
- 1991: Galería Gabernia, VALENCIA; Salón Cano, MADRID; Palacio de Europa, ESTRASBURGO; Palacio de Benacazón, TOLEDO y Blason Gallery, LONDRES
- 1992: Centro Cultural La Asunción, ALBACETE y Salón Cano, MADRID
- 1993: Galería Gabernia, VALENCIA; Sala Duayer, MADRID; Embajada de España, WASHINGTON y Goya Art Gallery, NUEVA YORK
- 1995: Sala Duayer, MADRID; Galería de Arte Gaudí, MADRID y Galería de Arte Goya, ZARAGOZA
- 1996: Sala Nova, MÁLAGA y Sala Duayer, MADRID
- 1997: Galería Margarita Summers, MADRID
- 1998: Galería Malgrabia, Aravaca, MADRID
- 1999: Galería de Arte Goya, ZARAGOZA y Galería Altalene, MADRID
- 2000: Galería Egelasta, Iniesta, CUENCA
- 2001: Galería Malgrabia, Aravaca, MADRID
- 2002: Galería de arte Subastas, VALENCIA
- 2003: Sala Duayer, MADRID y Centro Cultural Caja Castilla-La Mancha, Albacete
- 2007: Galería Pilar Ginés,Zaragoza[9]
- 2008: Museo Municipal de Albacete